# تینو آوسندا
تینو آوسندا (ایتالیایی: Tino Ausenda; ۱۶ مهٔ ۱۹۱۹ – ۷ فوریهٔ ۱۹۷۶) دوچرخه‌سوار اهل ایتالیا بود.